# Uda (gmina)
Uda – gmina w Rumunii, w okręgu Ardżesz. Obejmuje miejscowości Bădulești, Bărănești, Braniștea, Chirițești, Cotu, Dealu Bisericii, Dealu Tolcesii, Diconești, Gorani, Greabăn, Lungulești, Miercani, Râjlețu-Govora, Romana, Săliștea i Uda. W 2011 roku liczyła 2174 mieszkańców.